# Stazione di Bagni di Tivoli
La stazione di Bagni di Tivoli è una delle stazioni ferroviarie a servizio del comune di Tivoli, sita nella frazione di Tivoli Terme denominata fino al 2000 Bagni di Tivoli. La stazione è ubicata lungo la ferrovia FL2 ed è servita dalla linea regionale. Il finale del film I due marescialli diretto da Sergio Corbucci ed interpretato da Totò e Vittorio De Sica è stato girato nella stazione di Bagni di Tivoli.

## Struttura e impianti
Il fabbricato viaggiatori si compone di tre livelli ma soltanto il piano terra è aperto al pubblico. L'edificio è in muratura ed è tinteggiato di rosa.
La stazione disponeva di uno scalo merci con annesso magazzino di cui oggi non rimane traccia. Anche i tronchini utilizzati per la manovra dei treni merci e il terzo binario della stazione sono stati completamente disarmati.
La pianta dei fabbricati è rettangolare.
Il piazzale è composto da due binari passanti più uno tronco per l'attestamento dei servizi metropolitani; sono tutti serviti da banchina e collegati dal nuovo sottopassaggio.
Nel 2011 fu prevista la ricollocazione della stazione in una nuova sede ma, mentre i progetti della nuova stazione sono già disponibili, l'ubicazione della nuova struttura non è ancora stata resa pubblica.
Il nuovo edificio sorgerà su un'area di circa 2.000 metri quadrati; avrà un ampio atrio e un locale bar con servizi. Le banchine saranno coperte con moderne pensiline, un sottopasso permetterà di raggiungere i binari. Anche qui, l'informazione ai viaggiatori verrà garantita da monitor di ultima generazione. Per facilitare l'entrata e l'uscita dai treni saranno realizzati due nuovi marciapiedi con misure standard. Nel piazzale esterno ci saranno due parcheggi di interscambio per 312 posti auto, 28 stalli per i motocicli, una zona dedicata al capolinea degli autobus con 5 banchine e un'area di fermata per mezzi privati e taxi. Prevista infine una viabilità di raccordo con la rete stradale esistente; l'intera zona verrà video-sorvegliata.

## Movimento
Il servizio passeggeri è svolto in esclusiva da parte di Trenitalia (controllata del gruppo Ferrovie dello Stato) per conto della Regione Lazio.
I treni sono esclusivamente di tipo regionale.
In totale sono circa 67 i treni che effettuano servizio in questa stazione e le loro principali destinazioni sono Roma Tiburtina, Avezzano e Tivoli.

## Servizi
La stazione offre i seguenti servizi:
- Biglietteria a sportello
- Biglietteria automatica
- Sala d'attesa
- Bar

## Interscambi
- Fermata autobus (COTRAL)